# 濕壁畫

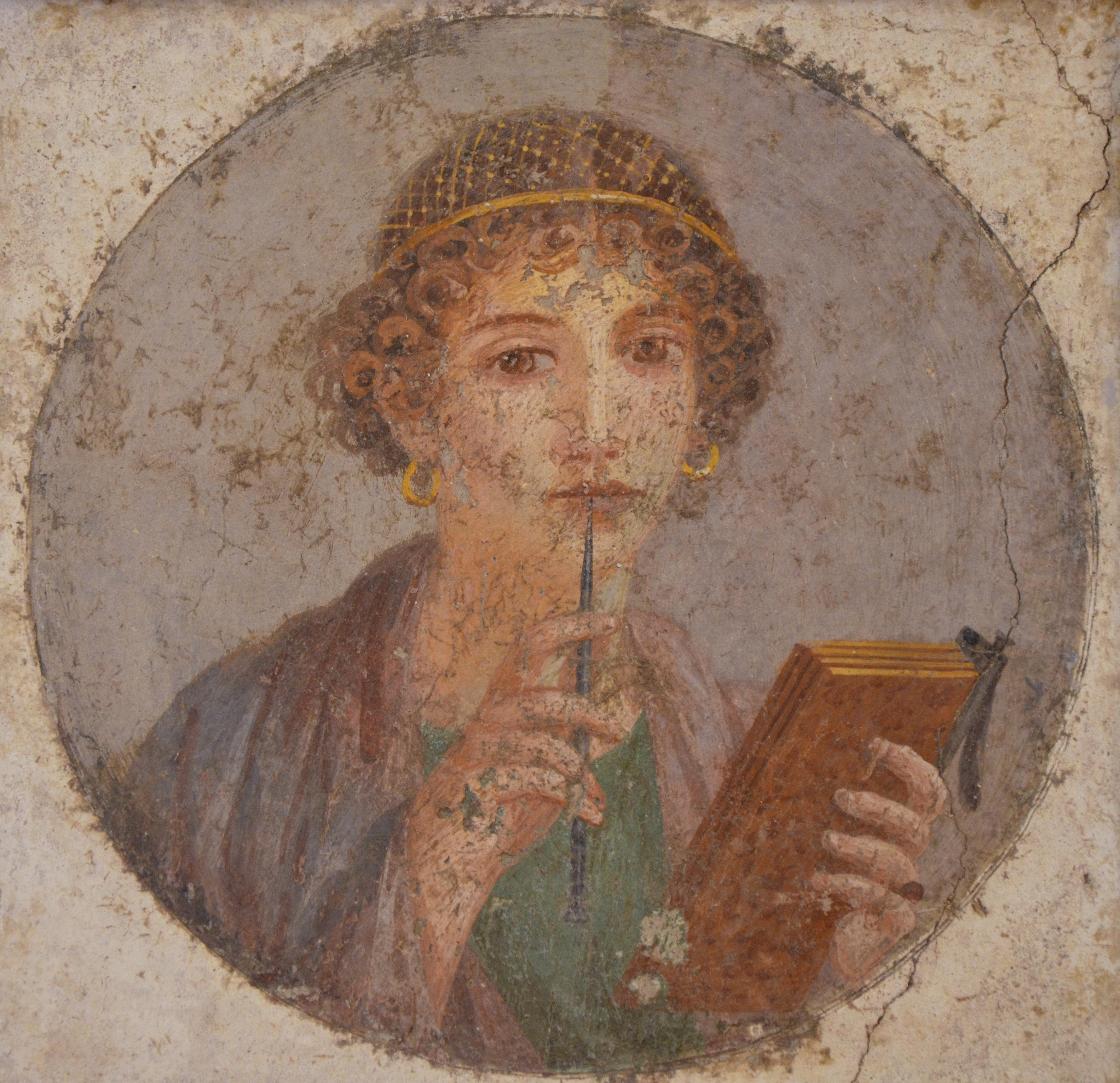
龐貝附近赫庫蘭尼姆古城出土的濕壁畫，公元55至78年之間

濕壁畫（英語：Fresco），原意是“新鮮”，是一種十分耐久的壁飾繪畫，泛指在鋪上灰泥的牆壁及天花板上繪畫的畫作，14－16世紀流行於義大利。

## 製作方法
通常是先在牆壁上抹上幾層灰泥，有時多達四層。在倒數第二層（義大利文：arricciato，意為粗抹）上勾出要畫的圖形（即初步輪廓，義大利文：sinopia，義為草底）。然後刷最後一層石灰漿（義大利文：intonaco，意為刷灰）。研磨好的乾粉顏料摻入清水，製成水性顏料，趁石灰漿未乾前，再將顏料塗在剛抹在牆壁表面的濕灰泥，刷灰面積夠一天的工作（義大利文：giornata，意為一日量），再等待灰泥乾燥凝固之後，便永久保存於牆壁表面。其缺點是乾得很快，繪圖者動作必須很快。

## 湿壁画的创作与保存
“湿壁画”是在墙壁上施涂颜料，以产生持久鲜亮图像的技法。湿壁画（fresco）表面层层相叠：首先在粗糙的墙面上打一层以石灰为主料的粗石膏底子，称为粗灰泥层(arriccio)。之后，艺术家在这一层上画出最初的草图。因为这些草图通常用红石颜料来画，所以被称为铁锈红，这个意大利词出自古代小亚细亚地区的锡诺普，当地以出产砖红色土性颜料而闻名。接着再涂一层细灰泥层（intonaco），只需涂出足够一天绘画工作量的面积，称为一天之量（giornata，出自意大利语giorno，意为“天”）。当这层灰泥尚且湿润的时候，艺术家用浸泡过石灰水的颜料进行绘画。细灰泥层阴乾之后，颜料就与之凝固在一起，形成了好壁画/湿壁画（buon fresco），字面即“好的壁画”之意。细灰泥层一天就会乾，因此每次只能施涂一天之内能够画完的面积。绘制工作不得不在脚手架上进行，通常的作画顺序是从上到下，一次大约绘制长约1.2至1.8米的水平条带。一层的画作完成后，脚手架就降低至下面一层。为了避免与灰泥层的石灰发生化学反应，某些色彩必须乾涂（secco）上去；许多画面的细节也都采用这种处理办法。乾壁画（fresco secco）并不像湿壁画那样与灰泥层牢固地凝为一体，所以随着时间的流逝就会剥落。因此，有些湿壁画曾经过了蛋彩颜料的润色。
尽管耐久性是湿壁画技术的主要追求，但多年来的战争与洪水仍旧对它造成了损坏。现代博物馆的工作人员发明了将湿壁画从墙壁上揭下来并转移到别处进行保护的技术。1966年阿诺河泛滥之后，佛罗伦萨的许多湿壁画就利用这种方法得以保存下来。这并不仅仅意味着保存艺术品，而且极大地丰富了关于保护湿壁画这一任务的知识与技术。移动湿壁画时，需要在画面周围开出相应的切口。接着用水溶胶将画布式的固定材料粘在壁画表面，这一部分的壁画就可以被轻柔地剥离下来，转移到新的支撑媒介上，除去固定材料之后悬挂别处。此类转移湿壁画的做法也使许多铁锈红草图重见天日，例如此处插图中。
弗兰切斯科∙特拉伊尼
创作的湿壁画，在1944年的大火中遭到严重破坏，不得不从墙壁上剥离下来以保存未遭火灾损害的部分。在剥离过程中，细灰泥层下的底稿显露出来。它们与壁画作品尺寸相同，在风格上比完成后的壁画自由。与壁画相比，这样的草图通常更为直接地揭示着艺术家的个人风格，而壁画的创作往往是在助手的协助下完成的。

## 著名作品

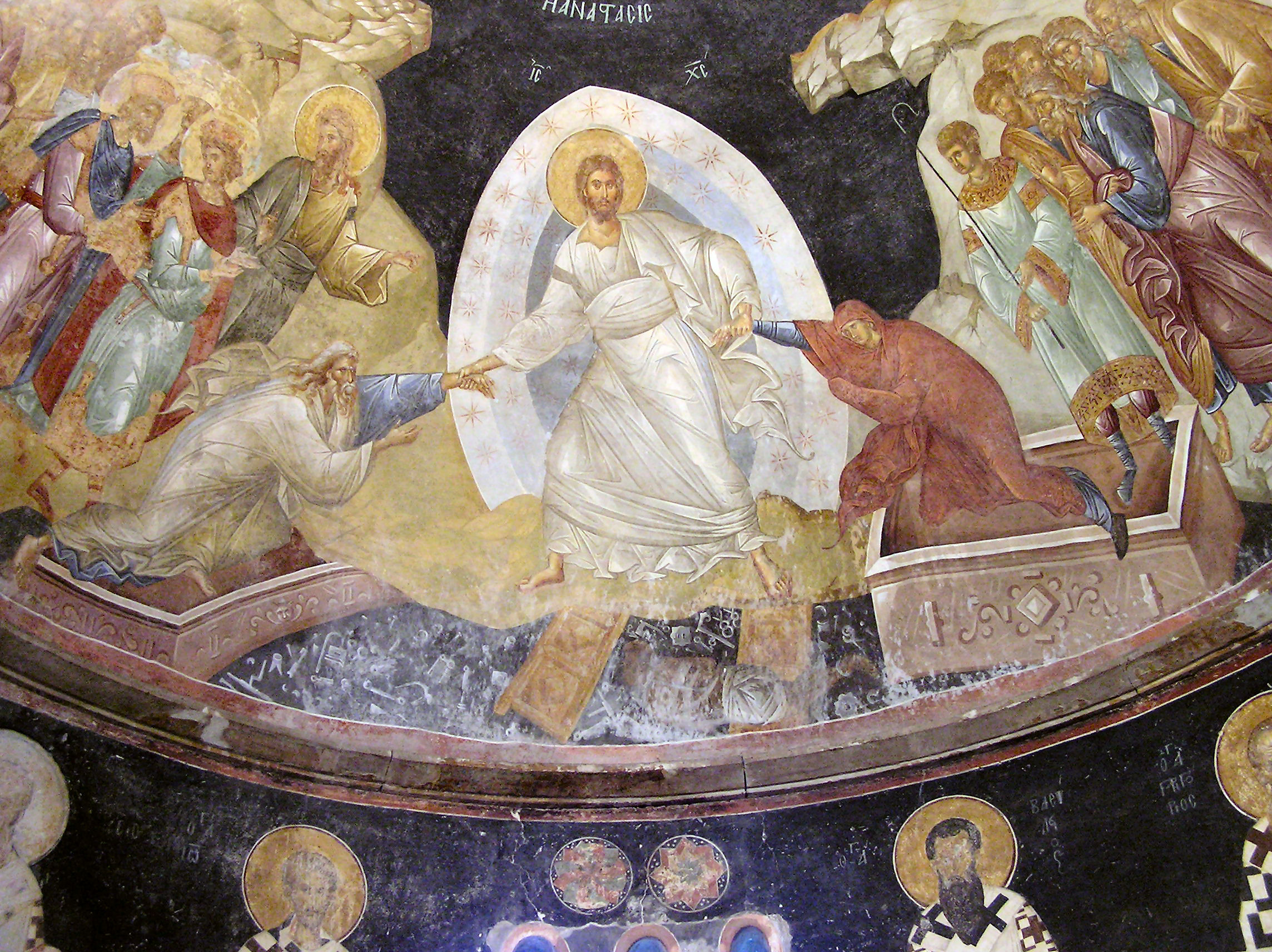
耶穌復活，11世紀
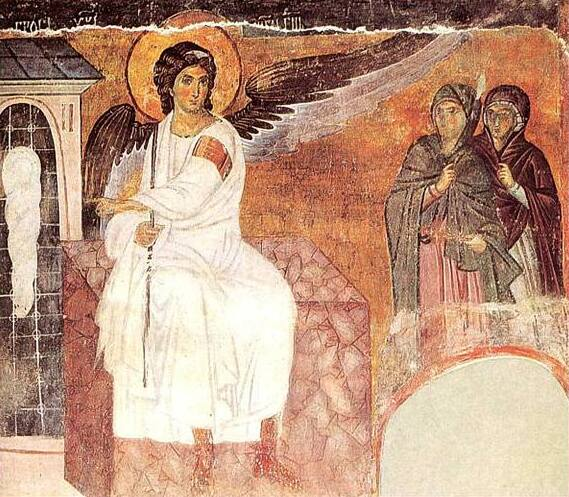
米列賽瓦修道院（英语：Mileševa Monastery）《白天使》，約1235年
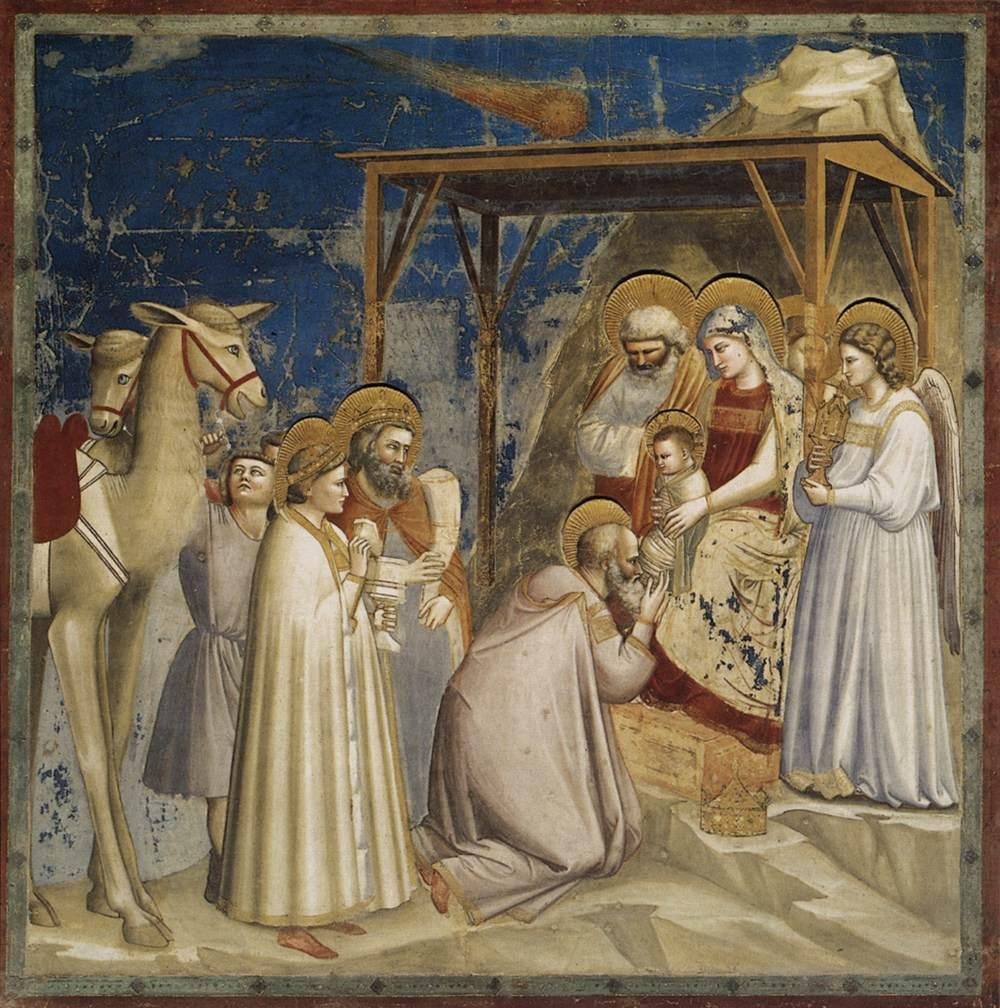
東方三博士朝拜耶穌，1304-1306年
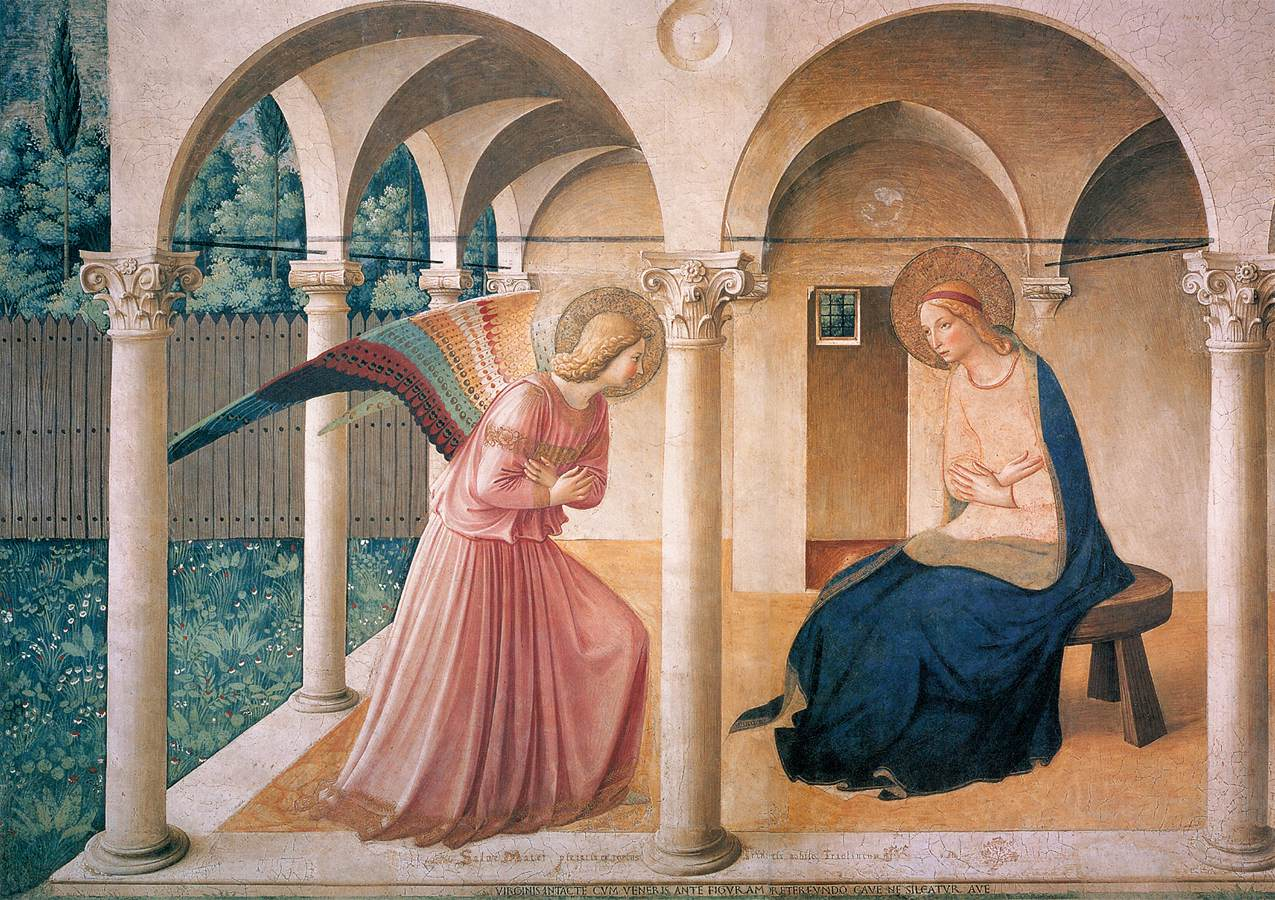
聖母領報（天使報喜），約1437-1446年
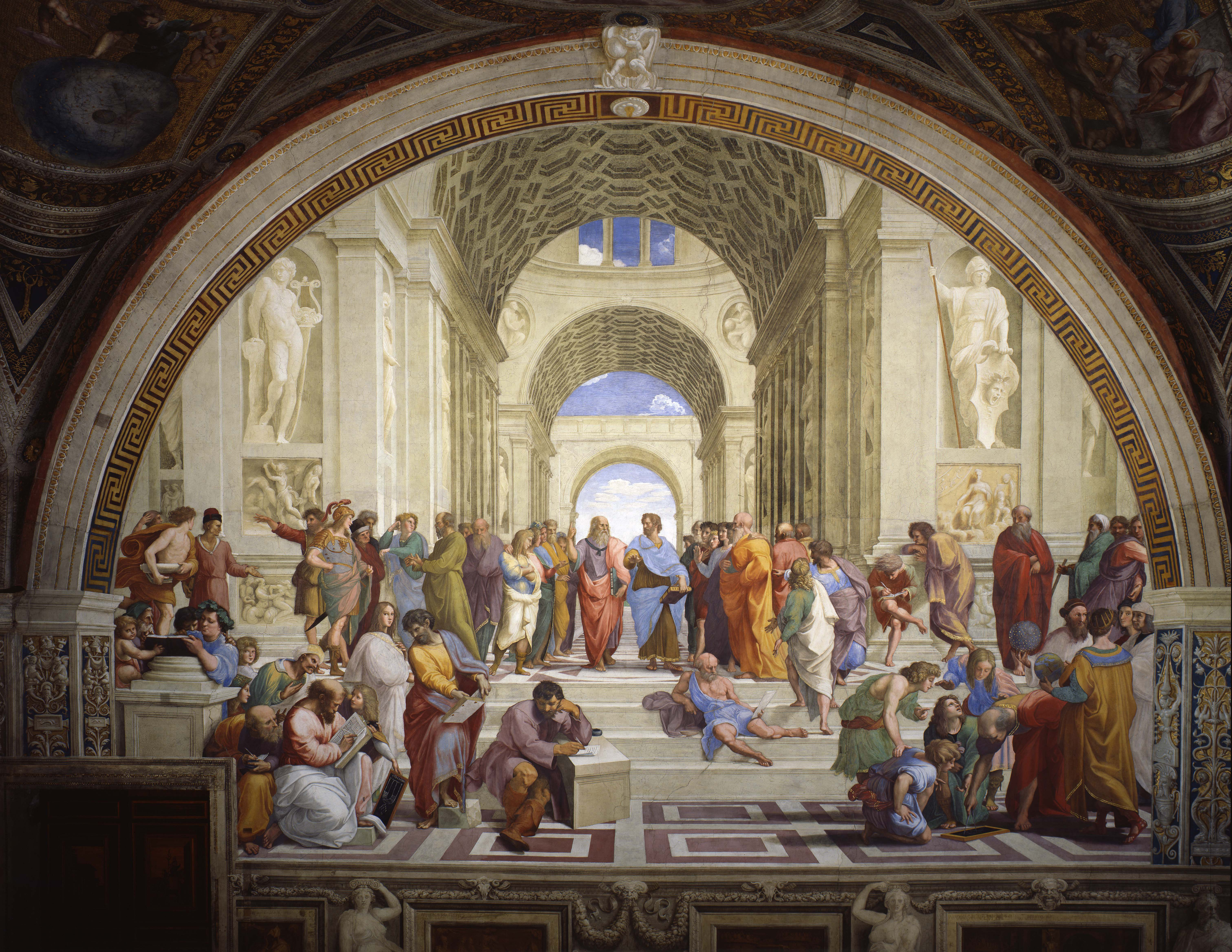
拉斐爾房間簽字廳《雅典學院》，1509-1510年
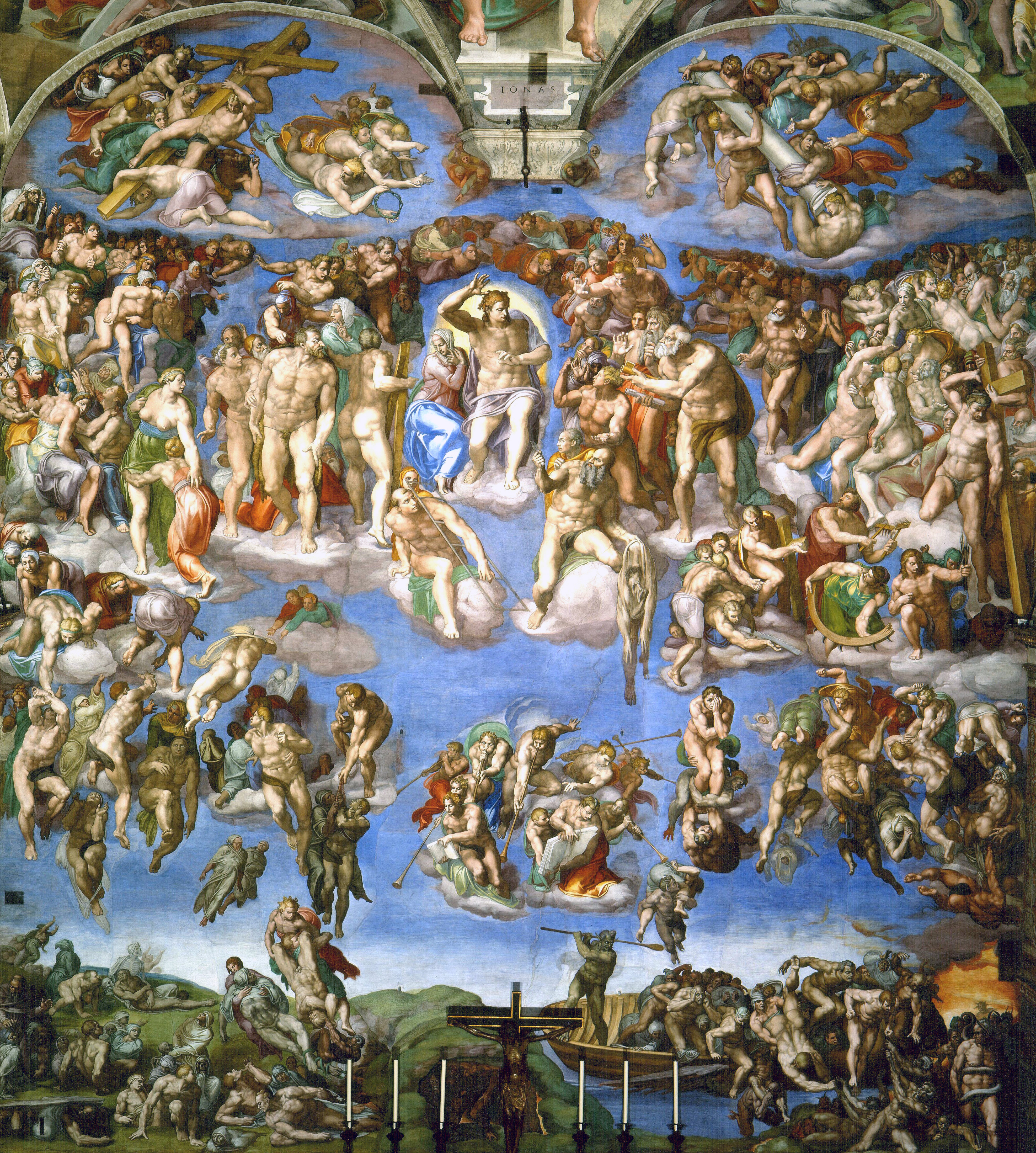
西斯汀小堂《最後的審判》，1536-1541年
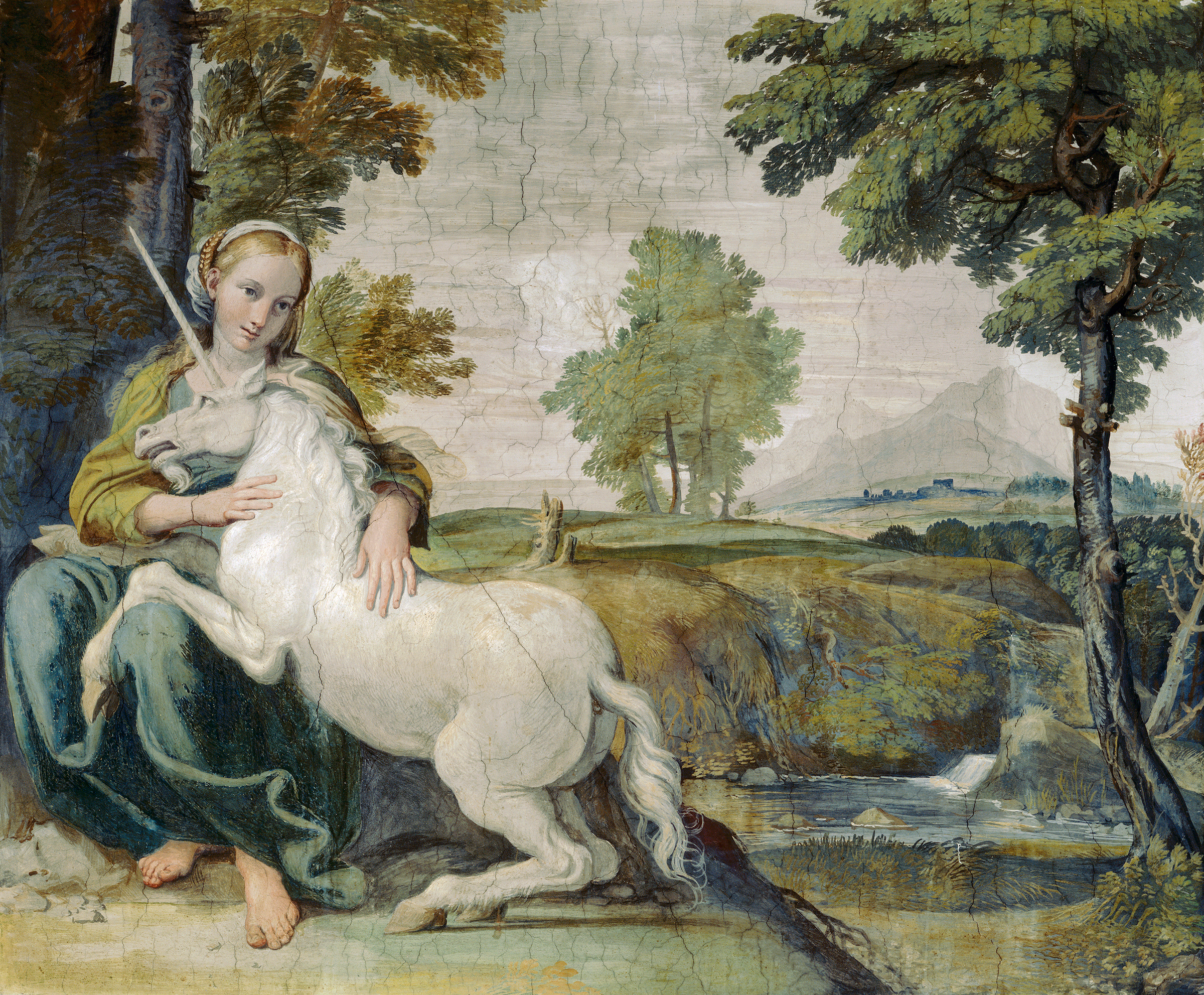
法爾內塞宮《少女與獨角獸》，約1602年

## 延伸阅读
- 《詹森艺术史》